# Shangri-La at the Fort
Le Shangri-La at the Fort est un gratte-ciel de 229 mètres construit en 2016 à Taguig aux Philippines